# Housekeepinggen
Housekeeping-gen (eller hushållningsgen) är ett uttryck inom molekylärbiologin och syftar till en gen vars proteinprodukt är ansvarig för basala funktioner i cellen, och därför finns housekeepinggenen ofta aktiv i samtliga celler i en organism. Housekeepinggener har därför funnit användningsområden inom molekylärbiologin där man behöver en referens i många olika celltyper.